# جوردن بورو
جوردن بورو (بالإنجليزية: Jordan Burrow)‏ هو لاعب كرة قدم بريطاني، ولد في 12 سبتمبر 1992 في شفيلد في المملكة المتحدة. لعب مع ستيفيناغ بوروه ولينكولن سيتي أف سي ونادي بوسطن يونايتد ونادي تشيسترفيلد ونادي يورك سيتي.

## وصلات خارجية
- جوردن بورو على موقع قاعدة بيانات كرة القدم.إي يو (الإنجليزية)
- جوردن بورو على موقع Soccerbase.com (لاعب) (الإنجليزية)
- جوردن بورو على موقع Soccerway.com (الإنجليزية)